# Uwertura Coriolan
 Uwertura Coriolan op. 62 to uwertura koncertowa Ludwiga van Beethovena skomponowana w 1807 r. Utwór powstał jako muzyczna ilustracja dramatu austriackiego poety Heinricha von Collina z 1804 r.
Muzyczno-dramatyczny konflikt wyrażają dwa tematy prowadzone w rozbudowanej formie sonatowej.
Tematem dramatu i uwertury jest tragedia człowieka, walka jego zranionej dumy z miłością do ojczyzny. Melodia tematu pierwszego opisuje zawziętość i żądzę zemsty głównego bohatera. Coriolan, patrycjusz rzymski, skazany na banicję, zamierza powrócić do Rzymu i podbić go razem z wrogim narodem Wolsków. Liryczny temat drugi jest obrazem głosu sumienia, obudzonego przez błagania matki. Coriolan w końcu rezygnuje z zemsty, ale ponieważ nie może zawrócić, poprowadziwszy wrogą armię pod bramy miasta, popełnia samobójstwo.